# Département de la sûreté et de la sécurité
Le Département de la sûreté et de la sécurité ou UNDSS (pour United Nations Department of Safety and Security) a été créé par l’Assemblée générale pour tirer les leçons de l’attentat de Bagdad du 19 août 2003 (résolution 59/276, section XI du 23 décembre 2004), le département de la sécurité et de la sûreté (DSS) a pour mission de renforcer, de coordonner et d’uniformiser le système de gestion de la sécurité pour l’ensemble des organismes des Nations unies.
Cette mission concerne la protection des personnes (100 000 fonctionnaires des Nations unies, 300 000 personnes avec leur famille) et des biens contre des actes de malveillance ou les risques naturels et technologiques. Elle peut être déclinée en trois grands objectifs :
- évaluer les menaces et définir des normes ou des mesures de sécurité et de sûreté harmonisées et appropriées ;
- mettre en œuvre de façon coordonnée des dispositifs de sécurité efficaces ;
- contrôler la pertinence et la bonne application des mesures de sécurité et de sûreté adoptées.

## Le département de la sûreté et de la sécurité et ses partenaires
Le DSS s’insère dans le système complexe de la gestion des mesures de sécurité des Nations unies.
D'une part, en effet, l'ONU n'a pas et n'a jamais eu la capacité organisationnelle et financière à assurer la sécurité de tous ses personnels civils, à elle seule. En droit, la sécurité d'un fonctionnaire ONU est de la responsabilité du pays signataire de la Charte -et donc respectueux des privilèges des fonctionnaires ONU- où l'agent est en activité. Le DSS coopère donc avec les organismes extérieurs (forces de l'ordre et de la sécurité des États hôtes, organisations non gouvernementales…) qui prennent part au dispositif de gestion des mesures de sécurité.
D'autre part, le DSS n'est pas le seul département du secrétariat à influer sur la sécurité. Sur le terrain, le responsable ONU de la sécurité est généralement le chef politique ou administratif de la mission, qui n'est pas un agent du DSS. Dans le cas particulier des sites d'opérations de maintien de la paix ou de missions politiques, le département des opérations de maintien de la paix et le département des affaires politiques affectent à leurs missions de nombreux personnels de sécurité, que le DSS ne fait que coordonner (sans parler des effectifs militaires qui, par définition, assurent eux-mêmes leur sécurité).

## Structure et moyens du département de la sûreté et de la sécurité
Le DSS a été créé en regroupant un ensemble de structures de sécurité et de sûreté qui lui étaient préexistantes, dont le bureau du Coordonnateur des Nations unies pour les questions de sécurité et les structures de sécurité des villes sièges et des commissions régionales. Pour accomplir sa mission, le budget programme de l’exercice biennal 2006-2007 accorde au département un budget de 404 866 000 dollars et des effectifs de 1 822 personnes, ce qui en fait le premier département gestionnaire de personnel du secrétariat.
Placé sous l’autorité du Secrétaire général adjoint à la sûreté et à la sécurité, le DSS est constitué d’une direction centrale à New York et de services déconcentrés dans 8 villes sièges et 152 pays.

### La direction à New York (129 emplois)
- Le bureau du secrétaire général adjoint à la sûreté et à la sécurité
- La division des services de sûreté et de sécurité : chargée d’harmoniser et de coordonner la politique de sécurité des services de sécurité et de sûreté (SSS) des villes sièges et commissions régionales.
- La division des opérations régionales : chargée de l’évaluation des risques et des menaces, de la coordination des conseillers de sécurité sur le terrain et du pilotage des interventions urgentes en cas de crise.
- Le service de l’appui aux bureaux extérieurs
- Le service administratif

### Les services du DSS sur le terrain (1701 emplois)

#### Les SSS des villes sièges et des commissions régionales
Les services de sûreté et de sécurité (SSS) ont pour mission d’assurer la protection des locaux, des matériels et du personnel des Nations unies dans les villes sièges (Genève, Vienne, Beyrouth, Addis-Abeba, Nairobi, Santiago du Chili et Bangkok) et les commissions régionales ainsi que la protection rapprochée des hautes personnalités. Les membres des SSS se distinguent par leur uniforme, bleu, et le port d'armes.

#### Les dispositifs de sécurité sur le terrain (619 agents dans 152 pays)
Pour aider le responsable de la sécurité dans la mise en œuvre des mesures de sécurité sur le terrain, la division des opérations régionales met à sa disposition un conseiller de sécurité, secondé par quelques agents, qui est chargé de conseiller le responsable désigné, de former le personnel et de veiller à la bonne application des mesures de sécurité.